# Embach (Malgersdorf)
Embach ist eine Einöde mit sieben Einwohnern der Gemeinde Malgersdorf im niederbayerischen Landkreis Rottal-Inn.

## Geografie und Verkehrsanbindung
Embach ist über die Bundesstraße 20 und die Kreisstraße PAN 50 an das bayrische Straßennetz angeschlossen.